# باشگاه فوتبال اشتون یونایتد
باشگاه فوتبال اشتون یونایتد (به انگلیسی: Ashton United Football Club) یک باشگاه فوتبال در شهر اشتون آندر لاین، کشور انگلستان است که در سال ۱۸۷۸ میلادی تأسیس شده‌است.